# Río Caldarés
El río Caldarés es un curso de agua del norte de la península ibérica, afluente por la izquierda del Gállego. Discurre por el pirenaico valle de Tena, en la provincia española de Huesca, en Aragón.

## Curso
Se establece su nacimiento a 1636 m de altitud, en el ibón de Baños, lago natural ubicado en el Balneario de Panticosa. Allí confluyen las aguas de las cumbres circundantes, bajando hacia el valle como un único curso que atraviesa la localidad de Panticosa, donde se le une el barranco de Bolática. La desembocadura se produce pocos kilómetros después, en las inmediaciones de El Pueyo de Jaca, uniéndose al río Gállego en el embalse de Búbal.
El río aparece descrito en el quinto volumen del Diccionario geográfico-estadístico-histórico de España y sus posesiones de Ultramar de Pascual Madoz de la siguiente manera:

CALDARES: r. de la prov. de Huesca, en el part. jud. de Jaca: tiene su origen en la laguna ó balsa llamada vulgarmente Ibon de los baños de Panticosa, que está comprendido en el radio del establecimienlo de los mismos; corre despues hacia el l. de Panticosa, que deja á su der., y entrando en el térm. del de Pueyo del Valle de Tena, desagua á 1/4 de hora de dist. de este pueblo en el r. Gallego. El Caldares recibe á 1 1/2 horas de su origen las aguas del arroyuelo llamado Conicia, á 2 horas las de un barranco que se llama Esforronías, y á 2 1/2 horas las del r. Bolatica: su cauce es muy profundo desde su nacimiento, y corre por entre peñas muy elevadas; no presta mas beneficio que el riego que proporciona á una sesta parte del térm. de Panticosa por medio de una acequia que se toma en la inmediacion del punto en que se le reúne el referido arroyuelo de Conicia, y otra gran porción de tierra correspondiente á la partida del Llano del dicho l. de Pueyo, que igualmente se riega por medio de otra acequia, que también se toma á 1/4 de hora de este l. Para el paso de este r. hay diferentes vados, y ademas 2 puentes ó puntarrones de madera, uno á dist. de un tiro de bala de su origen, y otro á 1/4 de hora de Pueyo; y 2 de piedra y de un arco cada uno: el primero á 2 horas de su nacimiento, y se llama de la Gargandiacha, y el segundo á 1/2 cuarto de Panticosa, hallándose todos en buen estado. Cria abundantes y escelentes truchas, y es de curso perenne, aunque escasea algo en los meses de setiembre y octubre.
(Madoz, 1846, pp. 276-277)